# Perth—Wellington
Pour les articles homonymes, voir Perth et Wellington (homonymie).
Circonscription électorale fédérale du Canada
Perth—Wellington est une circonscription électorale fédérale et provinciale en Ontario.

## Circonscription fédérale
La circonscription est située dans le sud de l'Ontario. Les entités municipales formant la circonscription sont Stratford, North Perth, Perth East, Wellington North, Mapleton, West Perth, Minto, St. Marys et Perth South. 
Les circonscriptions limitrophes sont Dufferin—Caledon, Elgin—Middlesex—London, Bruce—Grey—Owen Sound, Huron—Bruce, Kitchener—Conestoga, Lambton—Kent—Middlesex, Oxford et Wellington—Halton Hills.
L'actuel député fédéral est le conservateur Gary Schellenberger.

### Résultats électoraux
|       | Candidat         | Parti             | # de voix | % des voix |
|       | John Nater       | Conservateur      | +22 255,  | 42,92 %    |
|       | Stephen McCotter | Libéral           | +19 480,  | 37,57 %    |
|       | Ethan Rabidoux   | NPD               | +07 756,  | 14,96 %    |
|       | Nicole Ramsdale  | Vert              | +01 347,  | 2,6 %      |
|       | Irma DeVries     | Héritage chrétien | +00794,   | 1,53 %     |
|       | Roger Fuhr       | Indépendant       | +00219,   | 0,42 %     |
| Total | Total            | Total             | 51 851    | 100 %      |

|       | Candidat                | Parti        | # de voix | % des voix |
|       | (x) Gary Schellenberger | Conservateur | +25 281,  | 54,48 %    |
|       | Bob McTavish            | Libéral      | +08 341,  | 17,98 %    |
|       | Ellen Papenburg         | NPD          | +09 861,  | 21,25 %    |
|       | John Cowling            | Vert         | +02 112,  | 4,55 %     |
|       | Irma N DeVries          | Héritage     | +00806,   | 1,74 %     |
| Total | Total                   | Total        | 46 401    | 100 %      |

|       | Candidat                | Parti              | # de voix | % des voix |
|       | (x) Gary Schellenberger | Conservateur       | +20 709,  | 48,02 %    |
|       | Sandra Gardiner         | Libéral            | +10 225,  | 23,71 %    |
|       | Kerry McManus           | NPD                | +07 324,  | 16,98 %    |
|       | John Cowling            | Vert               | +03 884,  | 9,01 %     |
|       | Irma DeVries            | Héritage           | +00898,   | 2,08 %     |
|       | Julian Ichim            | Marxiste-léniniste | +00084,   | 0,19 %     |
| Total | Total                   | Total              | 43 124    | 100 %      |

### Historique
La circonscription de Perth—Wellington a été créée en 2003 avec des parties de Dufferin—Peel—Wellington—Grey, Perth—Middlesex et Waterloo—Wellington.
| Législature                                                                                     | Années       | Député     | Député              | Parti        |
| ----------------------------------------------------------------------------------------------- | ------------ | ---------- | ------------------- | ------------ |
| Perth—Wellington issue de Dufferin—Peel—Wellington—Grey, Perth—Middlesex et Waterloo—Wellington |              |            |                     |              |
| 38e                                                                                             | 2004–2006    |            | Gary Schellenberger | Conservateur |
| 39e                                                                                             | 2006–2008    |            | Gary Schellenberger | Conservateur |
| 40e                                                                                             | 2008–2011    |            | Gary Schellenberger | Conservateur |
| 41e                                                                                             | 2011–2015    |            | Gary Schellenberger | Conservateur |
| 42e                                                                                             | 2015–2019    | John Nater |                     | Conservateur |
| 43e                                                                                             | 2019–2021    | John Nater |                     | Conservateur |
| 44e                                                                                             | 2021–Présent | John Nater |                     | Conservateur |

## Circonscription provinciale
Depuis les élections provinciales ontariennes du 4 octobre 2007, l'ensemble des circonscriptions provinciales et des circonscriptions fédérales sont identiques.
1. ↑  Élections Canada, « Résultats Élection fédérale canadienne de 2021 », sur https://enr.elections.ca/ElectoralDistricts.aspx?lang=f (consulté le 19 février 2022)
2. ↑  Élections Canada, « Résultats Élection fédérale canadienne de 2019 », sur enr.elections.ca (consulté le 4 novembre 2019).
3. ↑  Élections Canada.